# Тампонажний цемент
Тампонажний цемент (англ. oil-well cement, нім. Abdichtungszement m, n) — цемент (різновид портландцементу), призначений для тампонування головним чином нафтових та газових свердловин. Марки тампонажного цементу за міцністю на стиск 400 і 500.